# Youchao
Youchao (xinès: 有巢, pinyin: Yǒucháo), és l'inventor de les cases, els edificis i la construcció en general, d'acord amb la mitologia de l'antiga Xina. Es diu que ell és un dels Quatre Shi mitològics del període dels Tres augustos i cinc emperadors de la Xina mítica. Youchao és una figura fosca, també coneguda com Da Chao (大 巢). Segons la tradició, va governar la Xina durant dos segles. Segons Han Feizi, la gent podia evitar ésser ferida per animals gràcies a la protecció que oferien els edificis fets amb fusta, invenció que Youchao mostrà a la humanitat.